# Le Teilleul
Le Teilleul település Franciaországban, Manche megyében. Lakosainak száma 1188 fő (2018. január 1.). Le Teilleul Mortain-Bocage, Barenton, Saint-Cyr-du-Bailleul, Mantilly, Désertines, Fougerolles-du-Plessis, Buais-les-Monts, Ferrières, Heussé, Husson, Notre-Dame-du-Touchet és Sainte-Marie-du-Bois községekkel határos.

## Népesség
A település népességének változása:
| Lakosok száma | 1433 | 1377 | 1309 | 1262 | 1220 | 1750 | 1189 | 1188 |
|               | 1990 | 1999 | 2009 | 2014 | 2015 | 2016 | 2017 | 2018 |